# Caio Junqueira (jornalista)
Caio Junqueira (Bebedouro, 21 de agosto de 1978) é um advogado e jornalista, que atualmente é analista de política na CNN Brasil. Ao longo da carreira passou por veículos de imprensa como Folha de S.Paulo, Valor Econômico, Estadão, Revista Crusoé e CNN Brasil.

## Biografia
Formou-se em Direito em 2003 pela PUC-SP e conquistou a inscrição na OAB. Pela mesma instituição de ensino, começou a estudar Jornalismo, onde se formou em 2008.
Logo no primeiro ano da faculdade, entrou para o processo seletivo de trainee da Folha de S.Paulo. Foi aprovado e iniciou na Folha Online Política, onde ficou até 2005. No mesmo ano, Caio entrou no Valor Econômico e atuou também na editoria política. Em seguida, colaborou na Revista Crusoé; passando, também, pelo jornal Estadão. Hoje, é repórter e analista de politica  dos programas CNN PrimeTime, com Marcio Gomes, e WW, com Willian Waack, sendo o substituto de Willian Waack na apresentação do programa. Suas reportagens para o veículo podem ser acessadas em sua página no site da emissora.

### CNN Brasil
Na CNN Brasil, onde está atualmente, Caio flagrou, em 9 de abril de 2020, o Ministro da Cidadania, Onyx Lorenzoni, e o ex-ministro Osmar Terra articulando a derrubada do então ministro da Saúde, Luiz Henrique Mandetta. Ele gravou a conversa que durou 14 minutos e acabou por demonstrar que, apesar do presidente Jair Bolsonaro ter assegurado a permanência de Mandetta no cargo dias antes, a operação política para tirá-lo do cargo continuava nos bastidores do governo. Mandetta cairia uma semana depois.
Em 5 de maio de 2020, obteve, com exclusividade, a íntegra do depoimento de oito horas a Policia Federal do ex-ministro Sergio Moro, no qual ele acusa o presidente Jair Bolsonaro de interferir na Policia Federal. Descobriu ainda que internamente, o novo ministro da Justiça, André Mendonça, comparava o episódio ao escândalo de Watergate.
Caio também foi autor da entrevista exclusiva na qual Frederick Wassef, então advogado do senador Flávio Bolsonaro, anunciou que deixava a defesa do filho do presidente. A entrevista ocorreu três dias depois de Fabrício Queiroz ter sido encontrado em um móvel de Wassef em Atibaia. Na véspera, Wassef já havia dito a Junqueira que "ele e o presidente eram a mesma pessoa".
No da 26 de junho de 2020, o jornalista publicou reportagem com a íntegra do anexo 70 do Inquérito das Fake News que corre no Supremo Tribunal Federal. Foi a primeira vez que o teor do anexo foi revelado. Foi com base nele que o ministro do STF Alexandre de Moraes deflagrou a operação de busca e apreensão contra aliados do presidente Jair Bolsonaro. Junqueira mostrou que a operação se embasou no depoimento de quatro adversários do presidente e em 9 de julho, mostrou que o Senado Federal travou a investigação sobre o disparo de fake news dentro de suas dependências.
Foi um dos primeiros repórteres a identificar o movimento de aproximação do presidente Jair Bolsonaro com o Centrão, a partir da descoberta de um encontro entre o presidente e o senador Ciro Nogueira, presidente do PP e maior liderança do Centrão. O encontro não havia sido registrado na agenda oficial do Presidente. Dias depois do movimento, o grupo já começou a operar por Bolsonaro no Congresso.
Caio também fez a revelação da carta do CEO mundial da Pfizer ao presidente Jair Bolsonaro, cobrando pressa na compra de vacina.
O jornalista também teve acesso a revelação do conteúdo do contrato sigiloso do Instituto Butantan com a Sinovac.
Caio fez uma entrevista exclusiva com o hacker da lava-jato, que divulgou conversas privadas de procuradores com o ex-juiz Sergio Moro, no meio de 2020. Foi a primeira entrevista dele à imprensa brasileira.
Em 2021, Junqueira também noticiou quando o relator da CPI da Pandemia, senador Renan Calheiros (MDB-AL), informou nesta quarta-feira (16) à CNN que vai incluir o ministro da Saúde, Marcelo Queiroga, na lista que de autoridades que passarão da condição de testemunhas para investigados. Também deu ao público a informação de que o ministro da Saúde, Marcelo Queiroga, testou positivo para a Covid-19, em setembro de 2021.
Em 2022, Junqueira noticiou quando lideranças empresariais, civis e jurídicas planejam ato pela democracia em SP e também falou quando o  economista Gabriel Galípolo, de 39 anos, virou um dos principais conselheiros econômicos do ex-presidente Luiz Inácio Lula da Silva (PT).
O jornalista também entrevistou o governador eleito em SP, Tarcísio de Freitas, que disse que nunca foi um “bolsonarista raiz” e que não pretende entrar em guerra ideológica no seu governo.
Caio também falou sobre a Minuta de PEC da Transição poder permitir “licença para gastar” R$ 175 bilhões.
O jornalista também falou em 2022 sobre a reunião do então ex-presidente Lula com empresários de diversos setores em São Paulo em um jantar organizado pela campanha com o grupo Esfera e outras entidades que apoiam o petista, como o grupo Prerrogativas e ainda noticiou com exclusivamente sobre o encontro de Lula com o Departamento de Estado dos EUA.
Junqueira também noticiou quando a CNN teve acesso a íntegra do interrogatório do ministro da Justiça, Anderson Torres, dentro do inquérito administrativo aberto pelo TSE (Tribunal Superior Eleitoral) para apurar a live na qual o presidente Jair Bolsonaro atacou as urnas eletrônicas.
Em 2023, Junqueira falou sobre os Fazendeiros que se organizaram em dezenas de cidades da Bahia para reagir ao Movimento dos Trabalhadores Rurais Sem Terra (MST) e à onda de invasões anunciadas para o chamado “Abril Vermelho” e a CNN teve acesso à planilha do grupo de fazendeiros, chamado “Invasão zero”.
Foi também revelado pelo jornalista, o relatório da Polícia Civil do estado de São Paulo, obtido com exclusividade pela CNN, revelando como lideranças da Frente Nacional de Lutas (FNL), dentre elas José Rainha, praticaram extorsão contra produtores de terras invadidas na região de Presidente Prudente, no interior paulista.
Caio Junqueira também conseguiu com exclusividade, acesso a denúncias feitas por funcionários, parentes e diplomatas da Embaixada do Brasil no Kuwait ao Itamaraty com acusações contra o embaixador Francisco Mauro Brasil de Holanda.
Também noticiou quando um grupo de 11 funcionários da Embaixada do Brasil no Mali, na África, denunciou o embaixador Carlos Eduardo de Ribas Guedes por assédio moral.
Junqueira também conseguiu, em conversas com parlamentares petistas, informar sobre a elaboração de uma proposta de emenda constitucional para regulamentar o artigo 142 da Constituição Federal, que trata dos direitos e deveres das Forças Armadas.
Esteve envolvido ainda, na apuração que revelou, com exclusividade na CNN, o relatório sigiloso de 461 páginas confirma a prática contábil da Americanas de lançar o chamado “risco sacado”, que originou a fraude e o rombo nas suas contas e também quando o ex-CEO das Lojas Americanas Miguel Gutierrez disse em depoimento à Polícia Federal no dia 21 de junho que “nunca” soube inconsistências contábeis na empresa.
Junqueira também falou sobre os Militares tentarem manter influência sobre a usina hidrelétrica de Itaipu, a partir de  documentos obtidos pela CNN.
Junqueira também informou quando a CNN acessou as mensagens que o presidente Jair Bolsonaro (PL) encaminhou ao empresário Meyer Nigri, fundador da Tecnisa. Elas integram relatórios da Polícia Federal na investigação que apura o grupo de WhatsApp de empresários que debateram a possibilidade de um golpe de Estado caso Bolsonaro perdesse as eleições.
O jornalista acompanha ainda o processo de privatização da Sabesp e a exploração de petróleo na margem equatorial.  
No segundo semestre de 2023, produziu e gravou no Amapá um série de reportagens sobre a exploração de petróleo na Amazônia, em especial na chamada margem equatorial brasileira. No primeiro episódio, abordou a disputa política dentro do governo Lula entre ambientalistas e desenvolvimentistas. No segundo, tratou de como se organiza a resistência à exploração. No terceiro, abordou as dúvidas colocadas pela ciência sobre o empreendimento. E no quinto entrevistou o presidente da Petrobras, Jean Paul Prates. A série foi ao em dezembro de 2023 na CNN Brasil. 
Em 2024 esteve em Israel acompanhando a forma como o país vivia a guerra contra o Hamas. 

### Revista Crusoé
Durante sua passagem pela Revista Crusoé revelou como a usina de Itaipu bancou mordomias de ministros de cortes superiores, como viagens de primeira classe e hospedagem em hotéis de luxo no Brasil e no exterior.
Mostrou ainda a operação política para abafar a fraude na eleição para a presidência do Senado, na qual foi colocado na urna um voto a mais.
Com Filipe Coutinho, fez o primeiro grande perfil do senador David Alcolumbre, que revelou os processos que corriam contra ele  no STF e a forma como Alcolumbre desbancou José Sarney no seu estado natal e se tornou a principal liderança política do seu estado e uma das principais do país. Também com Filipe Coutinho fez o perfil de Marinho, empresário cuja mansão serviu de bunker para o então candidato Jair Bolsonaro no segundo turno das eleições de 2018. A reportagem mostrou que Marinho fora aliado de petistas durante o governo Lula e obteve vantagens financeiras em contratos com a Petrobras. Após a reportagem, Bolsonaro se afastou do empresário, que se tornou adversário político da família presidencial.
Durante a campanha de 2018, mostrou as relações entre Geraldo Alckmin e o Ministério Público do estado de São Paulo, o que ajudou a impedir que a operação Lava Jato avançasse no estado. Também revelou uma auditoria do Tribunal de Contas do estado do Ceará que apontava deficiências na passagem do então candidato Ciro Gomes na Secretaria de Saúde do Ceará.
Deixou a Crusoé para formar, a partir de janeiro de 2020, a primeira equipe de analistas políticos da CNN Brasil, canal de notícias que estreou no país, na rede de televisão paga. 

### Estadão
Coordenou a equipe de política da sucursal do jornal O Estado de S. Paulo entre 2013 e 2018, período critico no qual ocorreram manifestações populares (2013), início da operação Lava Jato e reeleição de Dilma Rousseff (2014), eleição de Eduardo Cunha para Presidência da Câmara e início do processo de impeachment de Dilma Rousseff (2015), queda de Dilma Rousseff e posse de Michel Temer (2016), auge da Operação Lava Jato e Joesley Day (2017).  Nesse período, Junqueira coordenava a equipe e, esporadicamente, escrevia analises para o Estadão.
Três anos depois, recebeu a proposta para atuar como coordenador da equipe de política da sucursal de Brasília do Estadão, como chefe de reportagem. Lá, permaneceu até 2018, ano em que voltou a ser repórter na Revista Crusoé, do site O Antagonista, um projeto novo que ele participou desde a primeira edição.  

### Valor Econômico
Em 3 de abril de 2006, revelou uma carta elogiosa de Geraldo Alckmin ao então presidente Emilio Garrastazu Médici. Nela, Alckmin, candidato a presidente naquele ano, dizia ver "sensibilidade social" no ditador.
Em 5 de setembro de 2007, fez um dos primeiros grandes perfis de Fernando Haddad. Na época, ministro da educação, mas que Lula já tinha planos para voos maiores, conforme acabou se confirmando.
Em 25 de janeiro de 2010, fez um perfil de Michel Temer, à época presidente da Câmara. O perfil, intitulado "Temer Cola em Lula para chegar ao Executivo", mostrou os planos de Temer de se aproximar do PT para chegar ao Executivo, o que também se confirmou.
No ano de 2010, foi transferido para Brasília para cobrir assuntos relacionados ao Congresso Nacional. 

## Série de reportagens sobre a exploração de petróleo na Amazônia
1. ↑  PERLINE, GABRIEL (11 de maio de 2020). «CNN Brasil faz nova dança das cadeiras entre apresentadores e promove comentarista». Notícias da TV. Consultado em 5 de novembro de 2020
2. ↑  «Onyx e Osmar Terra discutem saída de Mandetta». CNN Brasil. Consultado em 5 de novembro de 2020
3. ↑  «Exclusivo: leia a íntegra do depoimento de Sergio Moro à Polícia Federal». CNN Brasil. Consultado em 6 de novembro de 2020
4. ↑  «Ministro da Justiça compara caso Moro a Watergate, em reunião fechada». CNN Brasil. Consultado em 5 de novembro de 2020
5. ↑  «Wassef diz que deixará defesa de Flávio para não prejudicar Bolsonaro». CNN Brasil. Consultado em 5 de novembro de 2020
6. ↑  «Wassef à CNN: "Eu e o presidente viramos uma pessoa só"». CNN Brasil. Consultado em 5 de novembro de 2020
7. ↑  «CNN tem acesso ao inquérito das fake news». CNN Brasil. Consultado em 5 de novembro de 2020
8. ↑  «Senado trava investigação interna sobre fake news em gabinetes». CNN Brasil. Consultado em 5 de novembro de 2020
9. ↑  «Após aproximação, Centrão já atua por Bolsonaro no Congresso». CNN Brasil. Consultado em 5 de novembro de 2020
10. ↑  «Em carta, CEO mundial da Pfizer pediu a Bolsonaro pressa na compra de vacinas». CNN Brasil. Consultado em 7 de fevereiro de 2021
11. ↑  «Acordo define que Butantan custeia Coronavac, mas sem propriedade intelectual». CNN Brasil. Consultado em 7 de fevereiro de 2021
12. ↑  «Lava Jato queria prender ministros do STF, diz hacker em entrevista à CNN Brasil». CNN Brasil. Consultado em 7 de fevereiro de 2021
13. ↑  Junqueira , Caio. «Temer cola em Lula para chegar ao Executivo»